# 청산중앙초등학교 국산분교
청산중앙초등학교 국산분교는 대한민국 전라남도 완도군 청산면 청산로 965(국산리)에 있었던 초등학교 분교이다.

## 연혁
- 일자미상 국산공립국민학교 설립 인가
- 1948년 5월 6일 국산공립국민학교 개교
- 일자미상 국산국민학교 개편
- 1967년 4월 1일 도서벽지학교 '을'급 지정
- 1985년 3월 1일 청산중앙국민학교 분교장 격하 편입
- 1986년 1월 1일 도서벽지학교 '다'급 조정
- 1996년 3월 1일 청산중앙초등학교 국산분교 개편
- 1996년 9월 1일 폐교 및 청산중앙초등학교 통폐합